# Dinamarca nos Jogos Olímpicos de Verão de 2016
A Dinamarca, representados pelo Comitê Olímpico Dinamarquês, compete nos Jogos Olímpicos de Verão de 2016 no Rio de Janeiro entre os dias 5 e 21 de agosto de 2016. Esta será a trigésima vez que a Dinamarca participa dos Jogos Olímpicos da Era Moderna, não participando apenas uma vez, nos Jogos Olímpicos de Verão de 1904, em, St. Louis.

## Medalhistas
| Medalha | Nome           | Esporte  | Evento                        | Data        |
| ------- | -------------- | -------- | ----------------------------- | ----------- |
| Prata   | Jakob Fuglsang | Ciclismo | Ciclismo de estrada masculino | 6 de agosto |

## Ciclismo

### Estrada
Masculino
| Atleta                  | Evento         | Tempo   | Pos.             |
| ----------------------- | -------------- | ------- | ---------------- |
| Jakob Fuglsang          | Corrida        | 6:10:06 | Medalha de prata |
| Christopher Juul-Jensen | Corrida        | 6:19:43 | 32               |
| Christopher Juul-Jensen | Contra o tempo |         |                  |
| Chris Anker Sørensen    | Corrida        | 6:30:05 | 60               |

## Natação
| Atleta                                                    | Prova           | Eliminatórias | Eliminatórias | Semifinal | Semifinal | Final       | Final       |
| Atleta                                                    | Prova           | Tempo         | Pos.          | Tempo     | Pos.      | Tempo       | Pos.        |
| --------------------------------------------------------- | --------------- | ------------- | ------------- | --------- | --------- | ----------- | ----------- |
| Jeanette Ottesen                                          | 100 m borboleta | 57,15         | 7º            | 57,47     | 6º        | 57,17       | 7º          |
| Pernille Blume Julie Kepp Jensen Sarah Bro Mie Ø. Nielsen | 4 x 100 m livre | 3:39,45       | 12º           | —         | —         | Não avançou | Não avançou |

| Atleta       | Prova       | Eliminatórias | Eliminatórias | Semifinal | Semifinal | Final       | Final       |
| Atleta       | Prova       | Tempo         | Pos.          | Tempo     | Pos.      | Tempo       | Pos.        |
| ------------ | ----------- | ------------- | ------------- | --------- | --------- | ----------- | ----------- |
| Anton Ipsen  | 400 m livre | 3:48,31       | 20º           | —         | —         | Não avançou | Não avançou |
| Mads Glæsner | 400 m livre | 3:52,59       | 36º           | —         | —         | Não avançou | Não avançou |

Legenda
| Recorde mundial      | Recorde mundial (World record)               |                       | Recorde africano                      | Recorde africano (African) |                                           | Q | Classificado por posição (Qualified) |
| Recorde olímpico     | Recorde olímpico (Olympic record)            | Recorde da América    | Recorde da América (Americas)         | q                          | Classificado por melhor tempo (Qualified) |   |                                      |
| Melhor marca do ano  | Melhor marca do ano (World leading)          | Recorde asiático      | Recorde asiático (Asian)              | DNS                        | Não largou (Did not start)                |   |                                      |
| Recorde nacional     | Recorde nacional (National record)           | Recorde europeu       | Recorde europeu (European)            | DNF                        | Não terminou (Did not finish)             |   |                                      |
| Recorde pessoal      | Recorde pessoal do atleta (Personal best)    | Recorde da Oceania    | Recorde da Oceania (Oceania)          | DSQ / DQ                   | Desclassificado (Disqualified)            |   |                                      |
| Recorde da temporada | Recorde da temporada do atleta (Season best) | Recorde sul-americano | Recorde sul-americano (South America) | NM                         | Sem marca (No mark)                       |   |                                      |